# Schieren (Luxemburg)
Schieren (Luxemburgs: Schiren) is een gemeente in het Luxemburgse kanton Diekirch.
De gemeente heeft een totale oppervlakte van 10,41 km² en telde 1466 inwoners op 1 januari 2007.

## Geschiedenis
Bij archeologische opgravingen midden in Schieren zijn resten van een grotere romeinse villa gevonden. Later, in de middeleeuwen, zijn er twee dorpjes ontstaan: Bovenschieren en Nederschieren, onder gezag van Larochette. In de 19e eeuw was Schieren een belangrijk handelscentrum.
De huidige gemeente Schieren ontstond op 1 juli 1851 als afsplitsing van de gemeente Ettelbruck. Recent zijn er echter politieke discussies om weer met Ettelbruck en enkele andere gemeentes te fuseren.

## Ontwikkeling van het inwoneraantal
| Jaar                              | 2001 | 2002 | 2003 | 2004 | 2005 |
| --------------------------------- | ---- | ---- | ---- | ---- | ---- |
| Inwoneraantal                     | 1358 | 1349 | 1373 | 1380 | 1369 |
| Opmerking: tellingen op 1 januari |      |      |      |      |      |

## Trivia
- Het nabij Schieren gelegen Château de Birtrange vormde het decor voor de in 2021 verschenen televisieserie Coyotes.[1]

Birkenhof · Birtrange · Colmar-Pont · Mathieuhof · Niederschieren · Oberschieren · Pleter · Schieren · Schieren-Moulin

Luxemburgse gemeenten · Kanton Diekirch · Luxemburg
Bettendorf · Bourscheid · Diekirch · Erpeldange-sur-Sûre · Ettelbruck · Feulen · Mertzig · Reisdorf · Schieren · Vallée de l'Ernz